# العقول والآلات و غودل
" العقول والآلات وجودل " هي الورقة الفلسفية التي كتبها جيه آر لوكاس عام 1959 والتي يجادل فيها بأن عالم الرياضيات البشري لا يمكن تمثيله بدقة بواسطة آلي خوارزمي . معتمدًا على مبرهنات عدم الاكتمال لجودل ، جادل بأنه بالنسبة لأي إنسان آلي أو آلة تورينع مماثلة ستوجد بعض المعادلات الرياضية التي لا يمكن إثباتها ، ولكن يمكن لعالم الرياضيات البشري رؤيتها وإثبات صحتها على حدٍ سواء.
الورقة هي حجة جوديلية ضد الآلية .
قدم لوكاس الورقة في عام 1959 إلى جمعية أكسفورد الفلسفية . تم طبعها لأول مرة في مجلة الفلسفة ، XXXVI ، 1961 ، ثم أعيد طباعتها في كتاب نمذجة الدماغ The Modeling of Mind لكل من كينيث إم ساير و فريدريك جي كوسون مطبعة نوتردام، 1963، وفي كتاب العقول والآلات Minds and Machines . تحرير آلان روس أندرسون ، مطبعة برنتيس هول ، 1964 ،(ردمك 0-13-583393-0) .

## روابط خارجية
- العقول والآلات وجودل - الورقة الأصلية نسخة محفوظة 2007-08-19 على موقع واي باك مشين.